# Гадот, Галь
Галь Гадо́т (ивр. גל גדות‎; род. 30 апреля 1985, Петах-Тиква, Израиль) — израильская актриса и продюсер, фотомодель, посол доброй воли ООН, наиболее известна по ролям в фильмах «Бэтмен против Супермена: На заре справедливости», «Лига справедливости», «Чудо-женщина», «Чудо-женщина 1984», «Шпионы по соседству», а также серии фильмов «Форсаж» (4—7, 10). В 2022 году стала главным Амбассадором высокой ювелирной линии Tiffany & Co.

## Биография
Родилась 30 апреля 1985 года в Петах-Тикве (Израиль). Отец актрисы работал инженером, мать — учительницей. Все родственники, жившие до 1940 года в закарпатской области Украины городе Мукачево погибли во время Холокоста — живым из концлагеря Освенцим вернулся лишь её дед, Абрахам Вайс.
Когда родители будущей актрисы поженились, они ивритизировали свою фамилию, сменив её с Гринштейн на Гадот, что на иврите означает «берег реки». Когда в семье родилась дочка, ей тоже дали «водное» имя — Галь, что переводится как «волна».
Гадот росла в Израиле; в подростковом возрасте изучала и танцевала джаз и хип-хоп. Её первой работой была работа в местном Burger King, а также присмотр за детьми. Окончила среднюю школу Бегин в Рош-ха-Аине по специальности биология. Поскольку еврейские средние школы в Израиле часто берут своих второкурсников в поездки к мемориалам Холокоста, Гадот поехала в Польшу, чтобы из первых рук узнать о двух нацистских концлагерях: Освенциме и Майданеке. Эти поездки произвели на неё неизгладимое впечатление.
В 2004 году, в возрасте 18 лет, она победила в конкурсе «Мисс Израиль», после чего представляла свою страну на конкурсе «Мисс Вселенная» в Эквадоре. Галь не вошла в число пятнадцати финалисток. После конкурса она получила многочисленные предложения съёмок в фильмах, рекламе от израильских (Elite, Супер-Фарм) и европейских компаний (La Perla Lingerie, Arena, Danza, Esprit). Гадот также попала на обложки модных журналов. Два года Галь Гадот отслужила в Армии обороны Израиля в качестве фитнес-инструктора. В 2007 году участвовала в фотосессии для журнала Maxim, организованной для израильских моделей, прошедших срочную службу в израильской армии. Фото с Галь было опубликовано на первой странице New York Post.
Первую роль она получила в сериале «Бубот» («Куколки»). В 2008 году получила роль в фильме «Форсаж 4», а также снялась в трёх его продолжениях — «Форсаж 5» (2011), «Форсаж 6» (2013), «Форсаж 7» (2015). В декабре 2022 года стало известно, что актриса вернётся к роли в «Форсаж 10».

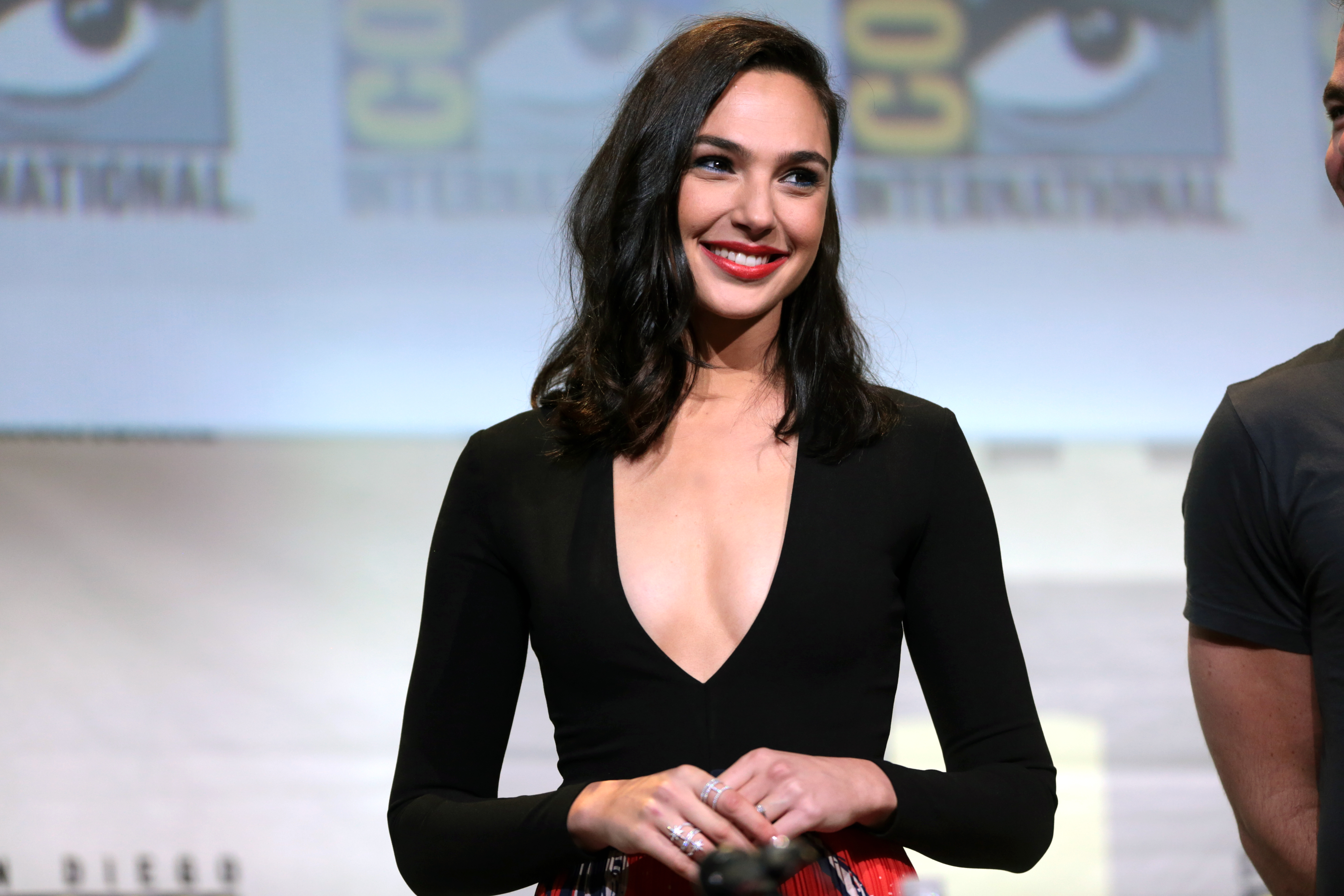
Гадот на фестивале 2016 года San Diego Comic-Con International представляет фильм «Чудо-женщина»

В 2013 году была утверждена на роль Чудо-женщины в фильме Зака Снайдера «Бэтмен против Супермена» (2016). В январе 2014 года подписала контракт на исполнение этой же роли в ещё двух фильмах — «Лига справедливости» и «Чудо-женщина».
В 2018 году Гадот стала лауреатом премии «Юпитер», которая ежегодно присуждается журналом Cinema и TV Spielfilm в категории «Лучшая международная актриса».
В 2020 году Forbes поставил Гадот на третье место среди самых высокооплачиваемых актрис в мире с годовым доходом в 31,5 миллиона долларов. 11 октября 2020 года было подтверждено, что Гадот снова будет работать с режиссёром «Чудо-женщины» Пэтти Дженкинс в «Клеопатре», эпическом фильме о Клеопатре студии Paramount Pictures. Позже Дженкинс перешла к продюсированию проекта, а Кари Скогланд стала режиссёром. В декабре Гадот была утверждена на главную роль в шпионском триллере «Сердце Стоун».
Центральная служба новостей США поставили Гадот на седьмое место голливудских актрис, заработавших в 2022 году больше всех.
Согласно Variety, Гадот сыграет главную роль в новой версии фильма «Поймать вора» для Paramount Pictures. Эйлин Джонс, наиболее известная по сценарию сериала «Блудный сын» на канале Fox, напишет сценарий для предстоящего ремейка. Нил Мориц, продюсер всемирно популярной франшизы «Форсаж», будет продюсировать проект. Галь также будет продюсировать фильм вместе с Яроном Версано через их продюсерскую компанию Pilot Wave.
В августе 2023 года в интервью порталу Comicbook по случаю выхода фильма «Сердце Стоун» Гадот подтвердила, что будет работать над третьим фильмом «Чудо-женщина».
Гадот была включена в список 100 самых влиятельных людей мира по версии журнала Time в 2018 году и дважды занимала места в ежегодных рейтингах самых высокооплачиваемых актрис мира.
В марте 2023 года перенесла операцию по удалению тромба в мозге.
30 декабря 2023 года TC Candler опубликовал топ-100 самых красивых женских лиц 2023 года, где Гадот заняла 4 место. Ранее она занимала в рейтинге 14 место (2014 год), 22 место (2017 год), 15 место (2019 год), 13 место (2020 год), 9 место (2021 год), 61 место (2022 год).
Согласно рейтингу журнала Forbes, занимает 2-е место среди самых высокооплачиваемых моделей Израиля.
В 2025 году получила звезду на Голливудской «Аллее славы».

## Взгляды
Во время израильско-палестинского кризиса 2021 года Гадот призвала к миру между двумя территориями в заявлении, которое вызвало обратную реакцию за выражение поддержки Израиля и упоминание палестинцев как «соседей», а не по имени. После этого многие называли её сионисткой.

## Фильмография
| Год  |    | Русское название                                | Оригинальное название                       | Роль                        |
| ---- | -- | ----------------------------------------------- | ------------------------------------------- | --------------------------- |
| 2007 | с  | Куколки                                         | Bubot                                       | Мириам (Мерри) Елкаям       |
| 2009 | ф  | Форсаж 4                                        | Fast & Furious                              | Жизель Яшар                 |
| 2009 | с  | Красавцы                                        | Entourage                                   | Лиза                        |
| 2009 | с  | Красивая жизнь                                  | The Beautiful Life: TBL                     | Оливия                      |
| 2010 | ф  | Безумное свидание                               | Date Night                                  | Натаня                      |
| 2010 | ф  | Рыцарь дня                                      | Knight and Day                              | Наоми                       |
| 2011 | ф  | Форсаж 5                                        | Fast Five                                   | Жизель Яшар                 |
| 2011 | с  | Птица                                           | Asfur                                       | Кика                        |
| 2013 | ф  | Форсаж 6                                        | Fast & Furious 6                            | Жизель Яшар                 |
| 2014 | ф  | Натурал под прикрытием                          | Kicking Out Shoshana                        | Мирит                       |
| 2015 | ф  | Форсаж 7                                        | Furious 7                                   | Жизель Яшар                 |
| 2016 | ф  | Три девятки                                     | Triple Nine                                 | Елена                       |
| 2016 | ф  | Бэтмен против Супермена: На заре справедливости | Batman v Superman: Dawn of Justice          | Диана Принс / Чудо-женщина  |
| 2016 | ф  | Преступник                                      | Criminal                                    | Джилл Поуп                  |
| 2016 | ф  | Шпионы по соседству                             | Keeping Up with the Joneses                 | Натали Джонс                |
| 2017 | ф  | Чудо-женщина                                    | Wonder Woman                                | Диана Принс / Чудо-женщина  |
| 2017 | ф  | Лига справедливости                             | Justice League                              | Диана Принс / Чудо-женщина  |
| 2018 | мф | Ральф против интернета                          | Ralph Breaks the Internet: Wreck-It Ralph 2 | Шэнк (голос)                |
| 2020 | ф  | Чудо-женщина 1984                               | Wonder Woman 1984                           | Диана Принс / Чудо-женщина  |
| 2021 | ф  | Лига справедливости Зака Снайдера               | Justice League                              | Диана Принс / Чудо-женщина  |
| 2021 | ф  | Красное уведомление                             | Red Notice                                  | Сара Блэк                   |
| 2022 | ф  | Смерть на Ниле                                  | Death on the Nile                           | миссис Линнетт Риджуэй-Дойл |
| 2023 | ф  | Шазам! Ярость богов                             | Shazam! Fury of the Gods                    | Диана Принс / Чудо-женщина  |
| 2023 | ф  | Форсаж 10                                       | Fast X                                      | Жизель Яшар                 |
| 2023 | ф  | Флэш                                            | Flash                                       | Диана Принс / Чудо-женщина  |
| 2023 | ф  | Сердце Стоун                                    | Heart of Stone                              | Рейчел Стоун                |
| 2025 | ф  | Белоснежка                                      | Snow White                                  | Злая королева               |
| 2025 | ф  | В руке Данте                                    | In the Hand of Dante                        | Джульетта / Джемма Донати   |
| 2026 | ф  | Бегущая                                         | The Runner                                  |                             |
| 2027 | ф  | Форсаж 11                                       | Fast & Furious 11                           | Жизель Яшар                 |

## Личная жизнь
С 2008 года Гадот замужем за бизнесменом Яроном Версано (род. 1975), с которым встречалась два года до их свадьбы. У супругов есть четыре дочери — Альма (род. ноябрь 2011), Майя (род. март 2017), Даниэлла (род. июнь 2021) и Ори (род. март 2024).